# Кумертау
Кумерта́у (баш. МФА: Күмертауо файле) — город на юге Республики Башкортостан (Россия). Город республиканского значения, административный центр городского округа город Кумертау. До 1990 года являлся административным центром Кумертауского района Башкирской АССР (позже переименован в Куюргазинский район).

## Этимология
Название города происходит от баш. күмер тау — «угольная гора».

## Физико-географическая характеристика
Расположен в южной части Башкортостана. Находится в 250 км к югу от Уфы, в 102 км к югу от Стерлитамака, и в 140 км к северу от Оренбурга. Железнодорожная станция Куйбышевской железной дороги.

## Климат
| Показатель                    | Янв.  | Фев.  | Март | Апр. | Май | Июнь | Июль | Авг. | Сен. | Окт. | Нояб. | Дек.  | Год  |
| ----------------------------- | ----- | ----- | ---- | ---- | --- | ---- | ---- | ---- | ---- | ---- | ----- | ----- | ---- |
| Средний суточный максимум, °C | −9    | −8    | −1   | 11   | 21  | 25   | 27   | 25   | 18   | 7    | −2    | −7    | 8,92 |
| Средняя температура, °C       | −13,3 | −12,1 | −5,6 | 5,3  | 14  | 18,3 | 20,4 | 18,5 | 12,5 | 3,6  | −4,3  | −11,3 | 3,83 |
| Средний суточный минимум, °C  | −17   | −16   | −10  | 0    | 8   | 12   | 14   | 12   | 6    | 1    | −6    | −14   | 0    |

## История

### Разведка буроугольного месторождения
Залежи угля на юге Башкортостана, судя по всему, были известны с первой половины XVIII века. Известно, они упоминались в отчётах Оренбургской экспедиции, ведавшей строительством городов и крепостей на границе с Казахстаном, за 1734-1737 годы. Позже информация об угольном месторождении появлялась в отчёте геологов Дмитрия Николаевича Соколова и А. Почаева, которые писали, что на реке «Юшатыр-баш вблизи села Ермолаево отмечена площадь с признаками угленосности». Есть информация, что помещик и латифундист Ипполит Данилович Шотт, владевший усадьбой и крупным хозяйством в селе Ермолаево, включавшим винокуренный завод, использовал уголь для производства спирта.

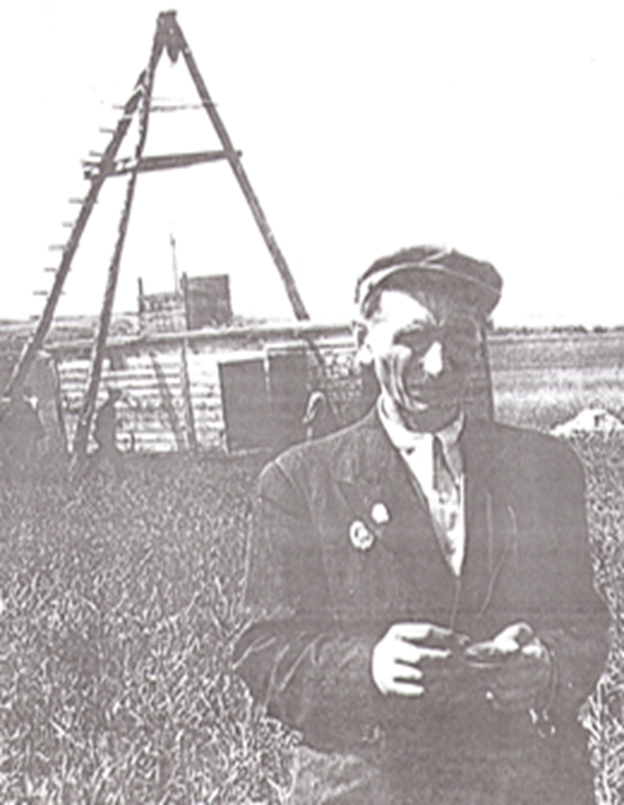
А. Т. Пономаренко на работах

После Октябрьской революции и развёртывания индустриализации, требовавшей новых сырьевых баз для наращиваемой советской промышленности, в регионе начались первые целенаправленные геологоразведочные работы, в которых приняли участие Михаил Эдуардович Наинский, Николай Павлович Герасимов, Георгий Васильевич Вахрушев, Александра Павловна Тяжева, Виктор Алексеевич Чердынцев, А. В. Мартова, А. И. Водянников, В. И. Тихвинская и другие советские учёные . В 1926 году Вахрушев указал на выход бурых углей и рекомендовал обратить внимание на места угольных разработок Куюргазинского месторождения помещиком Шоттом. В 1933 году проводилась разведка угля в долинах рек Большой Юшатырь и Куяныш. Наконец, в 1942 году геолог Л. Ф. Сосницкая открыла Верхне-Бабаевский угленосный участок, подробное изучение которого в том же году провёл Александр Тимофеевич Пономаренко, который, после почти года упорных работ, дал уверенное заключение о том, что местность участка крайне богата угольными залежами. Он докладывал:
«Бабаевское месторождение бурого угля – уникальное, одно из немногих на земле, с пластами угля большой мощности».
По его же указанию во впадине вблизи ручья Бабай была заложена первая механическая скважина для добычи угля. Вслед за месторождением, получившим название «Бабаевское», под руководством Пономаренко были разведаны и другие залежи Южно-Уральского буроугольного бассейна: месторождения Михайловское, Суракайское, Ворошиловское, Тугустемировское, Маячинское (октябрь 1945 года), Михелёвское (апрель 1946 года), Калиновское (май 1949 года) . За разведку Южно-Уральского буроугольного бассейна А. Т. Пономаренко в 1949 году был представлен к ордену Трудового Красного Знамени, а в 1950 году к Государственной премии СССР . Решением исполнительного комитета городского совета депутатов Кумертау от 2 декабря 1970 года именем учёного была названа бывшая Шахтёрская улица в восточной части города. Это название сохраняется за ней до настоящего времени.

### Возникновение поселения
Будущий город Кумертау возник как рабочий посёлок на строительной площадке буроугольного разреза в связи с началом промышленного освоения Верхне-Бабаевского месторождения Южно-Уральского буроугольного бассейна, на основании постановления Совета Министров СССР от 11 июня 1948 г. № 2040 о строительстве угольных разрезов (Ермолаевского и Маячинского) в Куюргазинском районе Башкирской АССР. Создание на Южном Урале новых центров добычи угля дешёвым открытым способом позволило бы экономить значительные средства при организации обеспечения промышленных центров Зауралья из старых очагов добычи угля, которые, в большинстве своём, располагались на Украине и разрабатывались дорогостоящим шахтовым методом.
В 1946 году в городе Мелеуз было сформировано строительно-монтажное управление, которому было поручено осуществить подготовку строительства рабочего посёлка. Проектирование посёлка было поручено Ивану Васильевичу Космачёву. 8 сентября 1947 года на строительную площадку первого дома (в настоящее время улица Шахтостроительная) прибыли строители, а 9 сентября на торжественном митинге была официально осуществлена закладка поселения . Рабочие, строившие первые дома, разместились во временных бараках, землянках, палатках.
22 июня 1948 года для строительства угольных разрезов на местах разведанных в 1942-1949 годах на юге Башкирской АССР месторождений был образован государственный трест «Башкируглеразрезстрой». Управляющим трестом назначили опытного горного инженера Леонида Ивановича Маслова, а начальником промышленного строительства – Леонида Сергеевича Бахова. Летом 1948 года они, вместе с горняками-первостроителями разреза прибыли в посёлок, где возглавили активно начавшуюся разработку месторождения. На начальном этапе в посёлке отсутствовало централизованное водоснабжение, в качестве единственного источника воды выступал протекающий неподалёку ручей Бабай. К концу 1948 года жилой фонд посёлка пополнился сотней утеплённых палаток, двумя щитовыми домами, более чем десятью бараками.
В этом же году Советом министров Башкирской АССР было принято решение о прокладке железнодорожной ветки Ишимбай — Ермолаево, по которой будет осуществляться доставка техники и рабочих на строительную площадку разреза, а впоследствии — вывоз добытого угля в места потребления. Ресурсы на строительство были выделены близлежащими районами республики.
Для обеспечения треста строительными материалами в близлежащем посёлке Пятки (ныне часть городского округа Кумертау) был в 1948-1949 годах построен Пятковский кирпичный завод. В 1950 году началось строительство временной ТЭЦ для отопления и электроснабжения посёлка. В 1953 году начал работу ремонтно-механический завод, на базе которого в 1962 году будет образован авиационный завод.

### Дискуссии о раннем названии

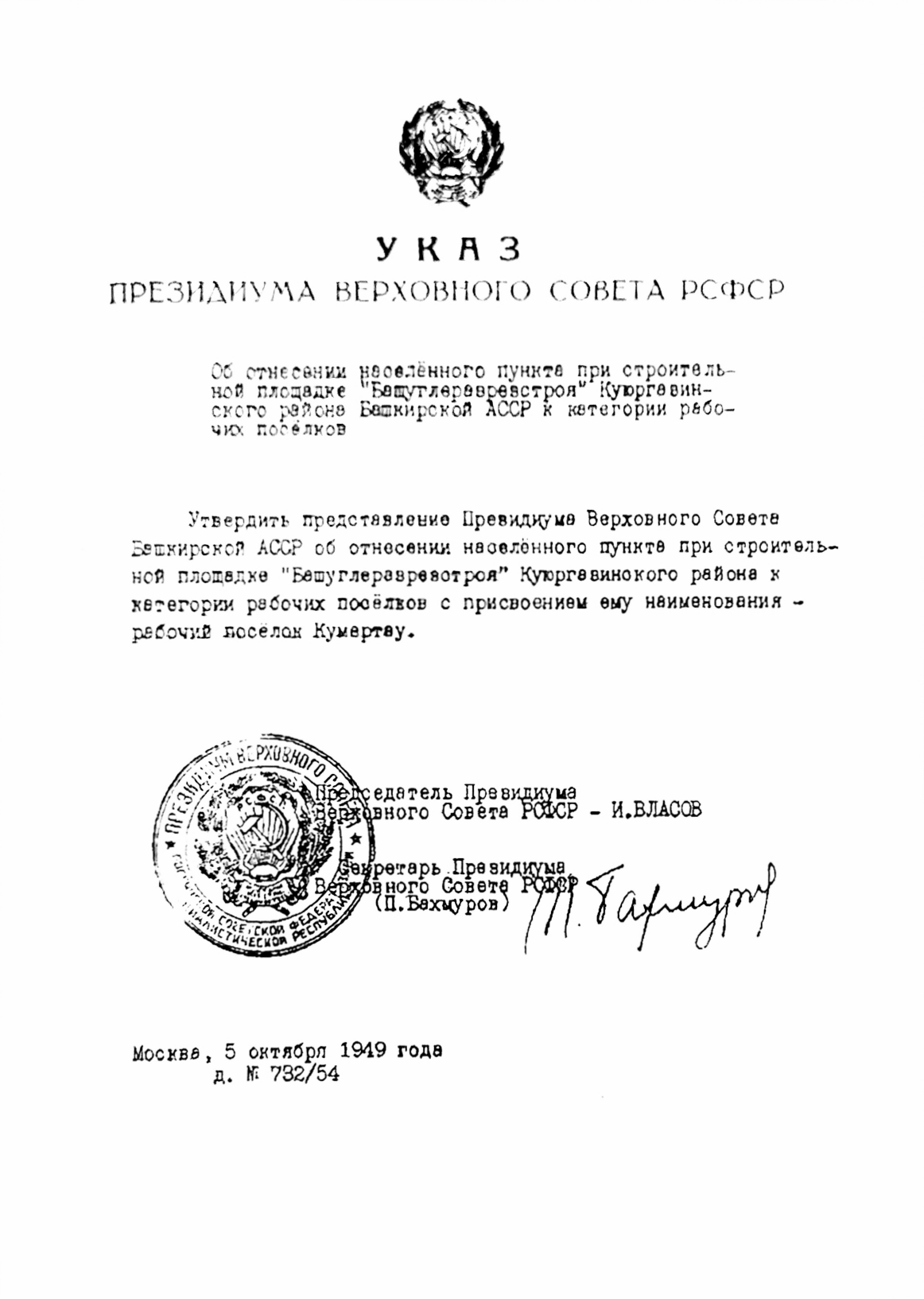
Указ, которым рабочему посёлку Башуглеразрезстроя (БУРС) было присвоено название Кумертау и статус рабочего посёлка. Название записано без дефиса.

До 1949 года официальное название посёлка — населённый пункт при строительной площадке «Башуглеразрезстрой» или сокращённое — «жилпоселок БУРС».
Существует версия, согласно которой неофициальным названием являлось «посёлок Бабай» — от гидронима «ручей Бабай, притока реки Большой Юшатырь», а также от названия месторождения Бабаевского. Ранее подобное название носил Бабаевский сельский совет депутатов трудящихся Башкирской АССР Куюргазинского района. Но документального подтверждения эта версия не находит.
Ранее высказывавшаяся точка зрения о том, будто бы указом Президиума Верховного совета РСФСР (д. № 732/54) населённый пункт при строительной площадке «Башуглеразрезстрой» был наименован рабочим посёлком Кумер-Тау (через дефис), и только впоследствии был переименован в Кумертау, не находит документального подтверждения. На самом деле, в тексте упомянутого указа присваиваемое название записано в той же форме, в которой оно сохраняется по сей день: Кумертау. Точно под таким же образом название посёлка было записано в указе Президиума Верховного Совета РСФСР от 16 февраля 1953 года (д. №731/10).
Также не находят документального подтверждения заключения непрофессиональных исследований, что родоначальниками города были или хутор Пятки, или село Егорьевка, или хутор Заря. Площадь, выделенная под строительство рабочего посёлка и разрез была обособлена из территории Куюргазинского района, в неё и вошли земли хутора Заря и Пятки. Село Егорьевка, в период своего функционирования, никогда не входило в территорию города.

### Развитие Кумертау в советский период
5 октября 1949 года Президиумом Верховного Совета РСФСР (д. № 732/54) населённый пункт при строительной площадке «Башуглеразрезстрой» был отнёсен к категории рабочих посёлков с присвоением ему наименования: рабочий посёлок  в Кумертау  (угольная гора) Куюргазинского района.
16 февраля 1953 года Указом Верховного Совета РСФСР (п.25 протокола заседания № 24) посёлок получил статус города областного подчинения с присвоением ему наименования — город Кумертау.
В 1954 году Указом Президиума Верховного Совета РСФСР от 22 декабря 1954 г. д.732/49 (пункт 88 протокола заседания № 55) населённый пункт Маячный пригорода Кумертау отнесён к категории рабочих посёлков города Кумертау.
В 1984 году Указом Президиума Верховного Совета Башкирской АССР от 28 июня 1984 года (д. № 6-2/153) в территорию города Кумертау, как административно-территориальной единицы, включены сельские населённые пункты: село Ира, село Старая Уралка (ныне деревня Старая Уралка), деревня Алексеевка, ранее входившие в территорию Куюргазинского района.

Герб города Кумертау в советский период

### История Кумертау послераспада СССР
В 1992 году постановлением Совета Министров Башкирской ССР от 23.06.1992 г. № 194 в административные границы города передана деревня Николаевка.
Особенностью административного-территориального устройства города Кумертау и Кумертауского района являлось то, что в 1965—1990 годах в городе Кумертау были расположены органы власти Кумертауского района, при этом сам город в состав района не входил и центром района не являлся. С 1991 года административный центр Кумертауского, вернувшего себе первоначальное название — Куюргазинского района, окончательно перенесён в село Ермолаево.
В 1996 году Указом Президента Республики Башкортостан от 09.10.1996 года №УП-665С на территории города Кумертау создана зона экономического благоприятствования «Кумертау» с льготным режимом налогообложения, которая функционировала до 2003 года.
Распоряжением Правительства РФ от 29 июля 2014 года № 1398-р «Об утверждении перечня моногородов» включён в категорию «Монопрофильные муниципальные образования Российской Федерации (моногорода) с наиболее сложным социально-экономическим положением».
Постановлением Правительства Российской Федерации № 1550 от 29 декабря 2016 года в городе была создана территория опережающего социально-экономического развития «Кумертау».

## Население
| 1959    | 1967    | 1970    | 1976    | 1979    | 1982    | 1986    | 1987    | 1989    | 1992    | 1996    | 1998    |
| ------- | ------- | ------- | ------- | ------- | ------- | ------- | ------- | ------- | ------- | ------- | ------- |
| 30 937  | ↗39 000 | ↗44 403 | ↗52 000 | ↘51 889 | ↗56 000 | ↗60 000 | ↗62 000 | ↗64 260 | ↗66 300 | ↗70 300 | ↗70 500 |
| 2000    | 2001    | 2002    | 2003    | 2005    | 2006    | 2007    | 2008    | 2010    | 2011    | 2012    | 2013    |
| ↘70 200 | ↘69 600 | ↘65 003 | ↘65 000 | ↘63 900 | ↘63 300 | ↘62 700 | ↘62 400 | ↗62 851 | ↗62 900 | ↘62 350 | ↘62 284 |
| 2014    | 2015    | 2016    | 2017    | 2018    | 2019    | 2020    | 2021    | 2022    | 2023    | 2024    | 2025    |
| ↘61 943 | ↘61 810 | ↘61 312 | ↘60 807 | ↘60 164 | ↘59 762 | ↘59 478 | ↘57 949 | ↗58 874 | ↘57 812 | ↘57 289 | ↘56 748 |

На 1 января 2025 года по численности населения город находился на 280-м месте из 1124 городов Российской Федерации.
Национальный состав
По итогам переписи населения 2020 года проживали следующие национальности (национальности менее 0,1 % и другое см. в сноске к строке «Другие»):
| Национальность | Численность, чел. | Доля     |
| -------------- | ----------------- | -------- |
| Русские        | 36 551            | 63,07 %  |
| Башкиры        | 12 143            | 20,95 %  |
| Татары         | 5591              | 9,65 %   |
| Чуваши         | 1175              | 2,03 %   |
| Украинцы       | 362               | 0,62 %   |
| Армяне         | 200               | 0,35 %   |
| Казахи         | 158               | 0,27 %   |
| Мордва         | 114               | 0,20 %   |
| Узбеки         | 104               | 0,18 %   |
| Таджики        | 59                | 0,10 %   |
| Другие         | 1492              | 2,58 %   |
| Итого          | 57 949            | 100,00 % |

## Населённые пункты, вошедшие в территорию города Кумертау
Село Ира (1984 г.); рабочий посёлок Маячный (1954 г.); деревня Старая Уралка (1984 г.); деревня Алексеевка (1984 г.); хутор Пятки́ (1949 г.); хутор Заря (1953 г.); деревня Николаевка (1992 г.)

## Микрорайоны города Кумертау
Микрорайоны: Восточный, Дубки, Авиатор, Шахтёрский, Заря, Южный, Новый

## Руководители органов местной власти и самоуправления
- Бобылёв, Пётр Миронович — глава Администрации г. Кумертау Республики Башкортостан (1990—1994);
- Баемов, Хажиахмет Хаживалиевич — глава администрации г. Кумертау Республики Башкортостан (1994—1996);
- Афонин, Сергей Иванович — глава Администрации г. Кумертау, а затем городского округа Кумертау Республики Башкортостан (1996—2010);
- Беляев, Борис Владимирович — глава Администрации городского округа Кумертау Республики Башкортостан (2010—2019).
- Фролов, Олег Юрьевич — глава Администрации городского округа Кумертау Республики Башкортостан (2019-2023)
- Астахов Олег Анатольевич — глава Администрации городского округа Кумертау Республики Башкортостан с 2023 года.

## Экономика
Туризм
Туризм в Кумертау является одной из основных отраслей экономики региона, а также важным источником дохода.
Промышленность

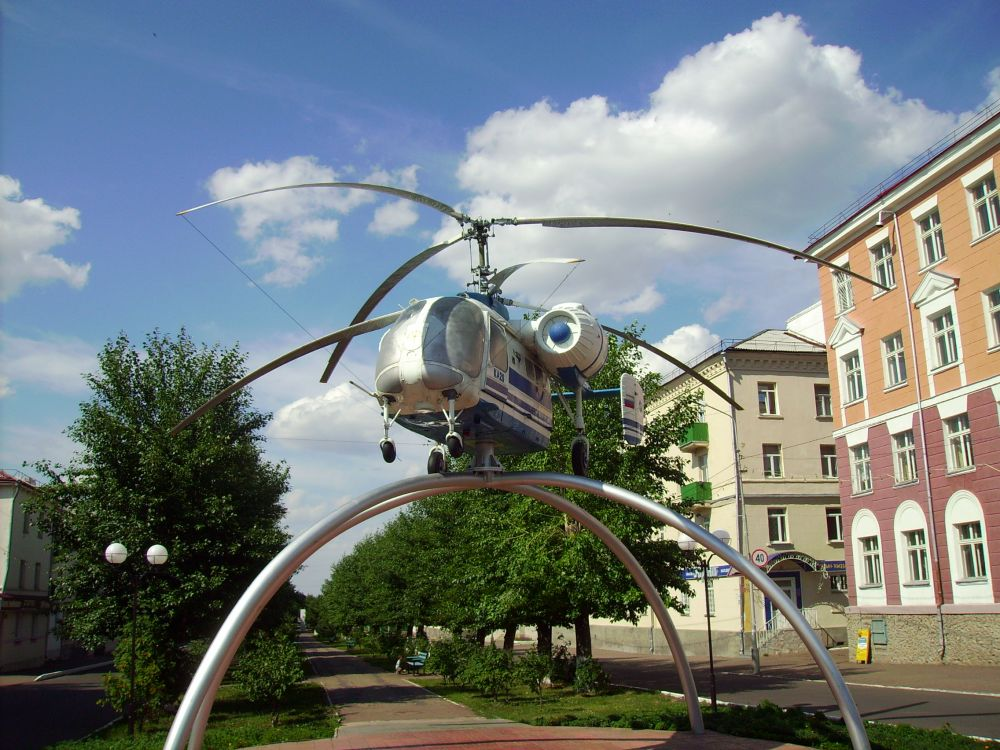

26 февраля 2009 года ликвидирован комбинат по добыче бурого угля ОАО «Башкируголь», располагавшийся по адресу: ул. К. Маркса, 24. Теперь здесь находится Кумертауский филиал Уфимского университета науки и технологий (КФ УУНиТ). Машиностроение было представлено заводом промышленных (военных) роботов «Искра» (производство вальцовых мельниц, хлебопекарного оборудования и др.) — ныне банкрот. Пищевая (рыбная и др.) промышленность. Брикетная фабрика (закрыта). Кумертауская ТЭЦ.
Градообразующее предприятие — Кумертауское авиационное производственное предприятие (КумАПП).
Город известен производством гражданских и военных вертолётов КБ имени Камова, единственных в мире вертолётов соосной схемы, которые выпускаются серийно (другими вертолётами соосной схемы являются Sikorsky X2 и Sikorsky S-97 Raider). В настоящее время производятся модели Ка-27, Ка-29, Ка-31, Ка-226.
В окрестностях города, вблизи деревни Канчуры функционирует Канчуринско-Мусинский комплекс подземного хранения газа (ПХГ). В 1969 году была создана Канчуринская станция подземного хранения газа. В 2004 году было создано Мусинское ПХГ. В настоящее время эти подземные хранилища газа объединены в Канчуринско-Мусинский комплекс ПХГ. В результате реконструкции предусматривается увеличение объёма активного газа в комплексе ПХГ с 3,4 млрд м³ до 5,5 млрд м³, то есть более чем в полтора раза. Кроме того, будет повышено качество газа, подаваемого из комплекса ПХГ в систему газоснабжения, увеличена надёжность газоснабжения и работы комплекса ПХГ за счёт более высокой автоматизации производственных процессов, а также улучшена экологическая обстановка в регионе. Южная часть Башкортостана в зимние месяцы снабжается практически только тем газом, что отбирается из Канчуринско-Мусинского комплекса ПХГ. Наиболее крупными потребителями являются Стерлитамак, Ишимбай, Салават, Мелеуз, Кумертау.
Ведётся добыча нефти и попутного газа.

## Социальная сфера
Образование
В Кумертау работают 26 дошкольных учреждений, 19 общеобразовательных школ, 1 гимназия, республиканская башкирская гимназия-интернат № 3, школа-интернат для детей-сирот и детей, оставшихся без попечения родителей, дошкольный детский дом, республиканский политехнический лицей-интернат и вечерняя школа.
Действуют учреждения дополнительного образования: центр детского творчества, станции юных техников и натуралистов, клуб туристов, детская юношеская спортивная школа, две музыкальные школы, художественная и хореографическая школы, муниципальное учреждение «Агентство развития молодёжных инициатив»
Функционируют 15 учреждений профессионального образования. Из них 2 начальных профессиональных образовательных учреждения (профессиональный лицей № 73, профессиональное училище № 100) и средние профессиональные: горный колледж, авиационный технический колледж, педагогический колледж, Башкирский экономический колледж и другие Вузы, а также вузы города, среди которых одно самостоятельное высшее учебное заведение — Кумертауский институт экономики и права, остальные представлены филиалами и представительствами, в том числе Уфимского университета науки и технологий, Оренбургского государственного университета, Башкирского государственного педагогического университета.
Здравоохранение
По состоянию на начало 2010 года в сфере здравоохранения было занято 1466 человек. Центральная городская больница рассчитана на 425 коек, состоит из 16 корпусов.

## Религия
Православные храмы:
- Кафедральный собор Иоанна Предтечи

Мечети:
- Городская мечеть № 1;
- Мечеть Консыгыш

Протестантские общины:
- Дом молитвы евангельских христиан-баптистов;
- Дом молитвы евангельских христиан-баптистов «Благодать»;
- Дом молитвы христиан веры евангельской;
- Новоапостольская церковь[40].

## Средства массовой информации
- Газета «Кумертауское время»
- Газета «Юшатыр»
- Газета «Арис»

## Телевидение
- 6 МВ Россия 1;
- 9 МВ Первый канал;
- 23 ДМВ Арис 24 (местный телеканал)[41];
- 25 ДМВ Первый мультиплекс цифрового ТВ;
- 35 ДМВ Второй мультиплекс цифрового ТВ;
- 36 ДМВ ТНТ;
- 49 ДМВ БСТ;
- 52 ДМВ Россия К.

## Радиовещание
- 70,97 МГц Радио Арис;
- 99,0 МГц Comedy Radio;
- 100,2 МГц Радио Актан;
- 100,6 МГц Русское радио;
- 102,5 МГц Радио Арис;
- 104,1 МГц Радио Ашкадар;
- 105,1 МГц Радио Юлдаш;
- 107,1 МГц Спутник FM;
- 107,9 МГц (ПЛАН) L-Radio;

## Достопримечательности
- На Площади Советов установлен вертолёт-памятник Ка-26.
- В городском парке культуры и отдыха им. Ю. Гагарина установлен памятник в честь 40-летия Победы в Великой Отечественной войне — самолёт-истребитель МиГ-15.
- В аллее моногородов «Парк Взлётный» установлен на постаменте самолёт Су-24М
- Бюст Мажиту Гафури.
- Памятник В. И. Ленину.
- Бюст Шагиту Худайбердину.
- Обелиск «Вечная слава воинам, павшим в боях за Родину 1941—1945 гг.».
- Стела «Вечная слава павшим в боях за Родину 1941—1945 гг.».
- Монумент Боевой и Трудовой славы, в честь 30-летия Победы.
- Стела «Посвящается строителям крылатых машин», в честь 40-летия Победы.
- Памятник «Ликвидаторам техногенной катастрофы». Мраморная стела изображает солдата, прикрывающего ладонями ядерный реактор. Посвящается участникам испытаний ядерного оружия и ликвидации последствий радиационных катастроф.
- Стела «Памяти юности наших отцов», был открыт 29 октября 1968 года к 50-летию ВЛКСМ.

## Известные люди
- Юрий Шатунов родился 6 сентября 1973 в Кумертау[42]
- Илья Власов, российский волейболист, родился 3 августа 1995 в Кумертау
- Константин Стрельников, актёр театра и кино, родился 31 января 1976 года в Кумертау.